# デカメロン (テレビ番組)
『デカメロン』は、1997年4月1日から9月30日まで毎週火曜日の深夜にTBSで放送されていたバラエティ番組である。全26回。

## 番組概要
竹中直人を中心としたコント番組。ストーリーが意味不明であったり、登場人物の名前が変だったりと、竹中の独特の世界観を最大限に生かした、かなりマニアックでシュールなコントを主体としていた。特によく行われていたのがクイズ番組を模したコントであるが、もちろんまともにクイズを行っているものは少ない。東京スカパラダイスオーケストラによる生演奏やゲストのミュージシャンによるライブなど音楽にも力を入れていた。現在はCS放送のTBSチャンネルで不定期に再放送されている。

## 出演者
- 竹中直人
- 東京スカパラダイスオーケストラ
- 片桐はいり
- ビシバシステム
- 土屋久美子
- 石堂夏央
- 高橋幸宏
- 赤井英和
- 村杉蝉之介（大人計画／グループ魂のバイト君）

など

## 主題歌
- 「デカメロン」（竹中直人with東京スカパラダイスオーケストラ）

## 製作スタッフ
- プロデューサー：桂邦彦
- 構成：高橋洋二、宮藤官九郎、山名宏和、岩松了、ハワイ五郎
- イラスト：しりあがり寿
- タイトル：橋元ユミ子
- ナレーション：鈴木史朗（当時TBSアナウンサー）
- TD：伊東修、伊東敏彦
- VE：野々村直
- カメラ：川井由紀男、丸山明宏
- 美術プロデューサー：和田一郎
- 美術デザイナー：三原康博
- 技術協力：エヌ・エス・ティー
- 美術協力：アックス
- ディレクター・監督：熊谷信也、園田憲、泉屋良樹 ほか
- 製作著作：TBS